# Just in Case
«Por si Acaso»  —título original en inglés: «Just in Case»— es el sexto episodio de la cuarta temporada de la serie de televisión posapocalíptica, horror Fear the Walking Dead. Se estrenó el 20 de mayo de 2018. Estuvo dirigido por Daisy Mayer y en el guion estuvo a cargo de Richard Naing.

## Trama
En los flashbacks, Madison y Strand se unen a Naomi en un recorrido de suministros a un refugio de FEMA que puede tener semillas y fertilizante. Descansan por la noche en un hotel, pero cuando Madison se despierta por la mañana, descubre que Naomi no está. Naomi va al refugio, que está lleno de infectados y recupera un juego de llaves marcadas como "JIC". Finalmente, está rodeada de infectados y se refugia en lo alto de un andamio. Madison y Strand llegan y pueden salvarla. Naomi explica que ella y su hija Rose se habían quedado en el refugio. Cuando Rose contrajo neumonía, se fue a buscar antibióticos. Pero cuando regresó, descubrió que Rose había muerto, se había reanimado e infectado como todos los demás. Naomi luego lleva a Madison y Strand a un camión lleno de suministros. Regresan al estadio con plantas y fertilizante, y los Buitres deciden desocupar el estacionamiento. En el presente, Alicia, Strand y Luciana se enfrentan a Mel y los Buitres en el punto de encuentro. Morgan y John también están presentes. Una mujer se detiene en un vehículo y se revela que es Naomi. Alicia luego dispara a Naomi, pero accidentalmente golpea a John cuando se interpone en el camino.

## Recepción
"Just in Case" recibió críticas muy positivas de la crítica. En Rotten Tomatoes, "Just in Chase" obtuvo una calificación del 88%, con una puntuación promedio de 7,00/10 basada en 8 reseñas.

### Calificaciones
El episodio fue visto por 2,31 millones de espectadores en los Estados Unidos en su fecha de emisión original, por debajo de las calificaciones del episodio anterior de 2,46 millones de espectadores.